# عين غزال (حيفا)
عين غزال هي قرية فلسطينية مهجّرة تقع إلى الجنوب من مدينة حيفا وتبعد عنها 21كم وترتفع 110 أمتار عن سطح البحر، بلغت مساحة أراضيها 18079 دونما، وتحيط بها أراضي قرى إجزم، كفر لام، جبع، الصرفند، والطنطورة. قدر عدد سكانها عام 1922 حوالي 1046 نسمة وفي عام 1945 حوالي 2170 نسمة. قامت المنظمات الصهيونية المسلحة بعد فرض الهدنة في 21-7-1948 بقصف القرية مع عدة قرى أخرى واستمر القصف عدة يام ثم احتلوا القرية وأخذوا في قتل أهلها وذبحهم. ثم أزالوا تلك القرية عن الوجود وقد بلغ عدد سكان القرية عام 1948 حوالي (2517) نسمة وكان ذلك في 24-7-1948 وعلى أنقاضها أقام الصهاينة مستعمرة «عوفر» سنة 1950، أما مستعمرة «عين أيالا» تقع إلى الجنوب الشرقي من القرية وتبعد عنها 3 كم وهي ليست على أراضي القرية.
عين غزال هي قرية فلسطينيّة مهجّرة. يعتبرها مصطفى الدّباغ "من أمّهات قرى قضاء حيفا". تقع جنوب حيفا، وتبعد عنها 21 كم. أُطلق على القرية هذا الاسم نسبة إلى عين ماء عَذبة، كانت موجودة فيها وكانت ترتادها الغزلان قُبيل النزوح عنها. هذه العين ما زالت باقية بين أنقاض القرية.

## الموقع والمساحة
تقع القرية جنوب الطّريق الّذي يربط بين حيفا ويافا. فوقَ مقدّمة التّلال المتّصلة بجبل الكرمل. وتُطلّ على البحر الأبيض المتوسّط. لا يفصلها عن السّاحل سوى أربع كيلومترات ورُبع. وترتفع عن سطح البحر 110 كم. تَبعُد عن القدس حوالي 93 كم، وعن يافا بحدود 94 كم.  
تقعُ القرية على خط الطول: 34.9671 وخط العرض: 32.6324. أقرب قرية لها "إجزم" الواقعة في شمالها الشرقيّ. من الشّمال تطلّ قرية جبع. ومن الغرب كفر لام، الصرّفند والطّنطورة. يحدّها من الجنوب أراضي قرية الفريديس على بعد 8 كم.
شكّلت مع جارَتَيْها جبع وإجزم "مثلّث الكرمل" أو ما يُسمّى "مثلث الصّمود الشّمالي" أثناء معارك 1948.  
تبلغ مساحة أراضيها 18079 دونمًا، منها 12 دونمًا للطّرق والوديان. غُرس الزّيتون في 1400 دونمٍ. وسُرّب لليهود 424 دونمًا.

## التّضاريس
تضمّ تضاريس القرية وفق موقعها الجغرافيّ بحرًا، سهلاً وجبالاً. إذ تُعتبر منطقة عين غزال جزءًا من جبال الكرمل الْـمُكمِّلة لجبال نابلس، الّتي بمجموعها تُشكِّل العمود الفقري في هيكل فلسطين. كما نجد في وسط القرية عيْنان للماء والعديد من الآبار، كبئر العثامنة وبئر الصّعبي، بالإضافة إلى بركة بئر السّوامر. في الأربعينات حَفَرَ سُكّان البلدة بئرَ ماءٍ ومَدّوا الأنابيب إلى الأماكن العالية في القرية، حيث نَصبوا هُناك خزّاناتٍ، وجُرّت المياه منها إلى قرية إجزم القريبة. كذلك شهِدَت القرية جريان الكثير من الأودية والأنهار، منها ما يصل إلى السّهول مثل وادي الشّامي. ومنها ما يصبّ في البحر المتوسّط مثل نهر الدِّفْلى.  

## السّكان
بلغ عدد السكّان في عام 1870م (290) نسمة. في عام 1922 وصل العدد إلى (1046) نسمة.
في عام1931 (1439) نسمة، هذا العدد يشمل تِعداد قرية السّوامر الواقعة  جنوب عين غزال، عدد الإناث المجمل (754) والذّكور (685). كلّهم كانوا من المسلمين، ولهم 247 بيتًا.
الوجود الأخير للسّكان كانَ في عام 1948 وقد وصلَ عددهم (2517) نسمة. في هذا العام قُصِفَت القرية وهُجِّرَ أهلها.
في عام 1949 أقام اليهود على أراضي القرية بلدة عين أيالاة. وفي 1961 سكن فيها 373 يهوديًا.

## تاريخ القرية
سَكَنَ الإنسان المنطقة منذ القِدم، فقد عثر الباحثون على بقايا هياكل عظميّة بشريّة في مغاور المنطقة تعود بتاريخها إلى العصر الحجريّ القديم (150.000 سنة ق.م).
-القرية في الفترة العثمانيّة
دخل العثمانيون الى بلاد الشام وفلسطين عام 1517م وخلال فترة حكمهم التي استمرّت أربعة قرون كاملات اشتُهِرَ في منطقة حيفا قُرى إجزم والطنطورة وقيسارية. أمّا في عام1904 اتّسعَ قضاء حيفا لِيضمّ 39 قرية منها قرية عين غزال. كما جاء في الكتاب السنويّ لوزارة المعارف العمومية العثمانية أنه تأسس في القرية عام 1303ه مدرسة وكان أعلى صفوفها الرابع الابتدائي.

## -القرية في فترة الانتداب البريطانيّ
دخلت القُوّات البريطانيّة بقيادة الجنرال اللّنبي عام 1917 فاحتُلّت قرية عين غزال عام 1918، وَحلّت مكان الإدارة العثمانيّة، وقال اللنبي بهذه المناسبة مقولته الشهيرة: الآن انتهت الحروب الصليبية!  استمرّت الحياة التّعليميّة في عين غزال إذ ذُكر وُجود مدرسة للبنين في عين غزال في عام1930.

## -بناء القرية
قام الأَخَوان منصور وعثمان اللّذان قَدِما من الحجاز وسكنا في نابلس فترةً، ببناء قرية عين غزال والاستقرار فيها في أواخر القرن الثّاني عشر. وكان المناصرة والعثامنة يمتلكون الأراضي الشّاسعة في المنطقة (وادي الشّامي، المرن، إم الطّوس...) فزرعوا وربّوا الماشية، واستعانوا بالأيدي العاملة من المناطق المجاورة. وبالتّالي وَصَلَ إلى عين غزال الكثير من الأُسَر، فأطلق عليهم المناصرة والعثامنة اسم "العيوش".
من الشخصيّات المشهورة الّتي وُلِدت في عين غزال "إحسان عبّاس" وهو ناقد ومترجم مشهور وكثير الإنتاج.

## الاقتصاد في القرية[9]
النّشاط الاقتصادي في القرية: كان النّشاط الاقتصادي في القرية يعتمد على الزّراعة وتربية المواشي وعلى الصّناعة البسيطة، ولمّا كانت القرية داخل منطقة النُّفوذ الوظيفي لمدينة حيفا فإنّ قِسمًا من سكّانها كانوا يعملون في وظائف الخدمات في ميناء المدينة وفي منطقتها التجاريّة.

## حارات قرية عين غزال
كانت قرية عين غزال مقسمة إلى أربع حارات هي:
1. العثامنة
2. عبد الحق
3. حمودة
4. أبوغليون
5. بالإضافة إلى منطقة الجامع عبارة عن مركز القرية وكانت المطامير فيها أي مخازن القمح.

## القرية اليوم

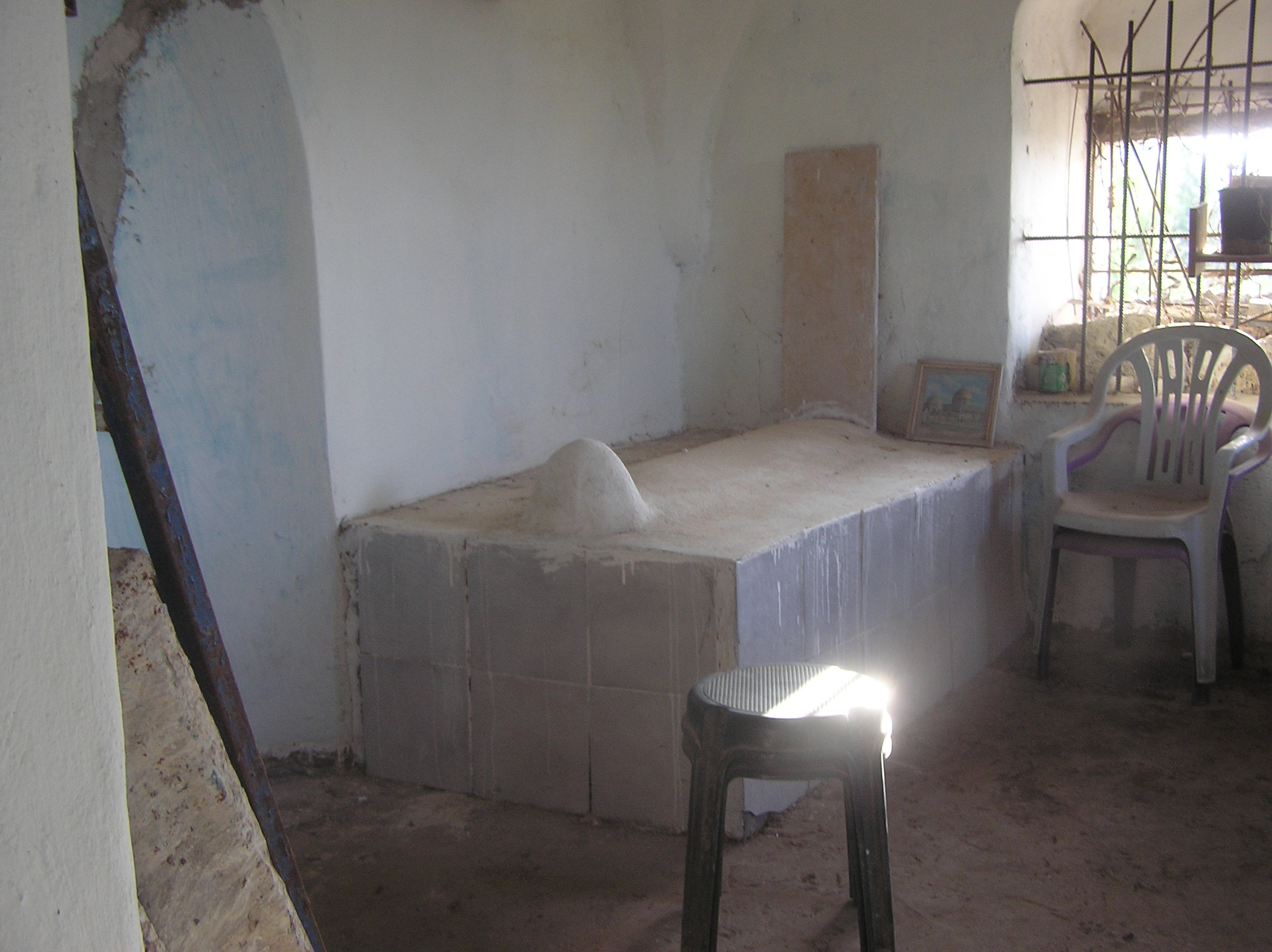
مقام الشيخ شحاتة

لم يبق قائما في موقع القرية سوى مقام الشيخ شحادة المتداعي. ويمكن رؤية أنقاض الحيطان وركام الحجارة في أرجاء الموقع كلها، فضلا عن صفوف من شجر الصنوبر والتين والرمان ونبات الصبار. وقد سيج الموقع مؤخرا لاستخدامه مرعى للمواشي. أما الأراضي المستوية المجاورة له، فتزرع فيها الخضروات والموز وغيره من أصناف الفاكهة. وغرست أشجار اللوز في بعض السفوح.

## المستعمرات الإسرائيلية على أراضي القرية
أقيمت مستعمرة عين أيالا على بعد 3 كيلومترات إلى الجنوب الشرقي من موقع القرية، وذلك في سنة 1949، وعلى عكس ما يقول موريس، فإنها ليست على أراضي القرية. أما مستعمرة عوفر، فقد أقيمت في سنة 1950 على أراضي القرية على بعد كيلومترين إلى الجنوب الشرقي منها.